# Liolaemus orientalis
Espèce
Statut de conservation UICN

 LC  : Préoccupation mineure
Synonymes
- Liolaemus annectens orientalis Müller, 1924
- Liolaemus multiformis simonsii Peters & Donoso-Barros, 1970
- Liolaemus simonsii Peters & Donoso-Barros, 1970

Liolaemus orientalis est une espèce de sauriens de la famille des Liolaemidae.

## Répartition
Cette espèce se rencontre en Bolivie dans les départements de Chuquisaca, de Potosí et de Tarija et en Argentine. Elle est présente entre 3 500 et 5 000 m d'altitude. Elle vit dans la puna.

## Description
C'est un saurien vivipare.

## Publication originale
- Müller, 1924 "1923" : Über neue oder seltene Mittel- und Südamerikanische Amphibien und Reptilien. Mitteilungen aus dem Zoologischen Museum in Berlin, vol. 11, no 1, p. 75-93.